# Ctenophila vorticella
Espèce
Statut de conservation UICN

 VU B1+2a, D2 : Vulnérable
Ctenophila vorticella est une espèce de mollusques gastéropodes terrestres de la famille des Euconulidae. Cette espèce est endémique de La Réunion.

## Publication originale
- Adams, H. (1868). Descriptions of some new species of shells collected at Mauritius, Bombay, Seychelles. Proc. Zool. Soc. Lond.36: 12-17.